# 凹脉苹婆
凹脉苹婆（学名：Sterculia impressinervis）为梧桐科苹婆属的植物，是中国的特有植物。分布于中国大陆的云南等地，目前尚未由人工引种栽培。